# Herman Boerhaave
Herman Boerhaave (/ˈɦɛrmɑn ˈbuːrˌɦaːvə/, ur. 31 grudnia 1668 w Voorhout, zm. 23 września 1738 w Lejdzie) – holenderski lekarz i humanista o światowej sławie.

## Życiorys

### Wczesne lata życia
Boerhaave przyszedł na świat jako jedyny syn, obok sześciu córek, w rodzinie kalwińskiego pastora w Voorhout. Gdy miał pięć lat umarła jego matka. Z ponownego, trzeciego już, ożenku ojca pochodziło dwóch braci i kolejne cztery siostry Boerhaave’a. Od najwcześniejszej młodości ojciec uczył go łaciny i greki. W znajomości tych języków osiągnął taką biegłość, iż w wieku 11 lat potrafił z równą łatwością tłumaczyć teksty holenderskie na łacinę, jak i łacińskie na holenderski. Później Boerhaave opanował także języki angielski, arabski, hebrajski i niemiecki, co pomogło mu w dalszych studiach. Silna więź emocjonalna z ojcem sprzyjała akceptacji przez Boerhaave’a jego planów wykształcenia syna na duchownego. Już w tych wczesnych latach swego życia zdradzał Boerhaave zainteresowanie naukami przyrodniczymi przeprowadzając wraz ze swym bratem Jacobem eksperymenty chemiczne. W roku 1682 z przyczyn zdrowotnych Boerhaave przeniósł się na stałe do Lejdy.

### Edukacja
W wieku 16 lat rozpoczął na Uniwersytecie w Lejdzie studia matematyczne, filozoficzne i teologiczne (ukończone w listopadzie roku 1690 uzyskaniem tytułu magistra), a następnie, na Uniwersytecie w Hardewijk, medyczne (1693). W trakcie studiów w Lejdzie stał się znany dzięki prowadzeniu dysput filozoficznych. Za jedną z nich, dotyczącą rozumienia przez Cycerona epikurejskiej koncepcji najwyższego dobra, został nagrodzony przez władze uniwersytetu złotym medalem.

### Praca zawodowa i naukowa
Punktem zwrotnym w karierze Boerhaave’a było wysunięcie wobec niego podejrzeń o obronę poglądów filozoficznych Spinozy – w protestanckiej Holandii opinia wyznawcy filozofii Spinozy równoznaczna była z uznaniem za ateistę. Porzucił on plany zostania duchownym i został lekarzem. Początkowo praktykował jako lekarz ogólny, jednak szybko rozpoczął karierę akademicką. W roku 1701 został wykładowcą medycyny na Uniwersytecie w Lejdzie. Jego wykłady cieszyły się wielką popularnością ściągając studentów z całej Europy, a nawet spoza niej. Dało to asumpt Albertowi von Hallerowi do nazwania Boerhaave’a communis Europae praeceptor (pol. nauczyciel całej Europy). W latach 1709–1738 kierował trzema spośród pięciu katedr Uniwersytetu w Lejdzie: chemii, botaniki i medycyny. W latach 1714–1725 pełnił funkcję rektora Uniwersytetu w Lejdzie.
W roku 1728 Boerhaave został członkiem Francuskiej Akademii Nauk, a w 1730 – członkiem Royal Society.

## Wkład w naukę i medycynę
Boerhaave’a cechowało eklektyczne podejście do nauki: łączył on na przykład starą koncepcję humoralną z nowoczesnym podejściem mechanistycznym. Jest on autorem mechanistyczno-chemicznej koncepcji funkcjonowania organizmu. Boerhaave postrzegał ludzkie ciało jako zespolone w jedną zintegrowaną i zrównoważoną całość systemy fizyczne, pomiędzy którymi następuje zrównoważony przepływ płynów i równowaga ciśnień. Rolą struktur anatomicznych miało być w pierwszym rzędzie rozprowadzanie płynów ustrojowych. Właściwe ich przepływy oznaczały zdrowie, podczas gdy niedrożność dróg przepływu (np. niedokrwienie) bądź zastój (np.
przekrwienie) miały prowadzić do stanów chorobowych. Nowatorstwo jego podejścia polegało na oparciu teorii medycznej na naukach przyrodniczych zamiast na filozofii. Stanowiące wykład jego poglądów dzieło Instututiones medicae uważane jest często za pierwszy podręcznik fizjologii.
Boerhaave uważany jest za pioniera szkoły klinicznej oraz za jednego z ojców szpitali klinicznych i nowoczesnego nauczania medycyny. Polegało ono między innymi na nauce studentów przy łóżku chorego, a nie jedynie na salach wykładowych – przy Uniwersytecie w Lejdzie stworzył pierwszy kliniczny oddział szpitalny. Zwracał uwagę na związek między objawami, a zmianami patologicznymi z czego miała wynikać konieczność udziału studentów w sekcjach zwłok, jako najlepsza metoda obserwowania korelacji między zaobserwowanymi zmianami a objawami choroby. Wprowadził też do nauki i praktyki medycyny posiedzenia kliniczno-patologiczne.
Jego uczniami byli m.in. Gerard van Swieten i Albrecht von Haller.

## Dzieła
- Institutiones medicae (1708)

Aphorismi de cognoscendis et curandis morbis, 1728

- Aphorismi de cognoscendis et curandis morbis (1709)
- De chemia suos errores expurgante (1718)
- Libellus de materie medica et remediorum formulis quae serviunt Aphorismis de cognoscendis et curandis morbis (1719)
- Index alter plantarum quae in horto academico Lugduno-Batavo aluntur (1720)
- Institutiones et experimenta Chemiae (1724; notatki z wykładów wydane bez wiedzy i zgody Boerhaave’a)
- Elementa chemiae (1732)

## Upamiętnienia
- Nazwiskiem Boerhaave’a nazwano opisany przez niego po raz pierwszy zespół chorobowy (zespół Boerhaavego)
- Muzeum historii nauki i medycyny w Lejdzie nosi imię Boerhaave’a
- Podobiznę Boerhaave’a umieszczono na banknotach 20-guldenowych z roku 1955
- Nazwa planetoidy (8175) Boerhaave upamiętnia nazwisko Boerhaave’a